# Rechtliche Volkskunde
Die Rechtliche Volkskunde (auch Legal Ethnologie, Rechtskulturgeschichte) ist ein interdisziplinäres Forschungsfeld im Schnittbereich zwischen Volkskunde und Rechtsgeschichte. Nach Heiner Lück beschäftigt sich die Rechtliche Volkskunde „mit dem Erkennen rechtsalltäglicher wie rechtspraktischer Tatsachen und Prozesse (vorzugsweise aus dem überlieferten Brauchtum)“. Und konkreter: „Die Rechtliche Volkskunde bemüht sich, aus Volksbräuchen und anderen volkskundlichen Quellen, die nicht vordergründig rechtlich geprägt sein müssen (z. B. Kinderspiele, Märchen, Sagen, Volkslieder, Volkstänze), Rückschlüsse auf das rechtliche Zusammenleben der Menschen zu ziehen.“ Überschneidungen mit der Rechtsikonographie und der Rechtsarchäologie sind hierbei kaum vermeidbar und von den meisten Vertretern des Fachs gewollt. Namhafte Vertreter des Fachs haben sich in der „Internationalen Gesellschaft für rechtliche Volkskunde“ zusammengeschlossen.

## Ursprung der Bezeichnung „Rechtliche Volkskunde“
Der Bezeichnung „Rechtliche Volkskunde“ wurde durch den bekannten Heidelberger Rechtshistoriker Eberhard Freiherr von Künßberg (1881–1941) geprägt, der sich dabei an den etablierten französischen Begriff der „folklore juridique“ anlehnte. Der Ausdruck wurde fast allgemein als prägnanter und klarer empfunden als andere Vorschläge zur Betitelung der damals aufblühenden Fachrichtung, weshalb sich die Bezeichnung schnell etablierte. In der jüngeren Forschung gab es wiederholte Versuche, der Fachrichtung eine modernere Bezeichnung zu geben, etwa als „Legal Ethnologie“ oder „Rechtskulturgeschichte“ (Hans Hattenhauer), die sich bislang jedoch nicht durchsetzen konnten.

## Geschichtlicher Überblick
Forschungsgegenstand ist die rechtliche Volkskunde bereits seit dem 18. Jahrhundert. Justus Möser (1729–1794), Carl Henrich Dreyer (1723–1802), Tileman Dothias Wiarda (1746–1826) oder Carl Gustav Homeyer (1795–1874) gelten als frühe Vertreter des Fachs. Jacob Grimm (1785–1863) fächert in seinen Deutschen Rechtsalterthümern (1. Auflage Göttingen 1828) die verschiedenen Aspekte der Disziplin in voller Breite auf. Denn, so mahnte Grimm in der Einleitung, der sorgsam arbeitende Rechtshistoriker dürfe sich nicht einseitig der Rechtsdogmatik zuwenden, um die „vielgestaltige erscheinung des alten“ voll zu erfassen, müsse er vielmehr auch „materialien für das sinnliche element der deutschen rechtsgeschichte, so viel er ihrer habhaft werden konnte, vollständig und getreu … sammeln“.
Bekannte Wissenschaftler des 19. Jahrhunderts, die sich mit Themen der rechtlichen Volkskunde befasst haben, sind ferner beispielsweise Eduard Osenbrüggen (1809–1879), Heinrich Zoepfl (1807–1877) und Heinrich Gottfried Gengler (1817–1901). Karl von Amira (1848–1930) spannte mit Werken wie Thierstrafen und Thierprocesse (1891), Die Handgebärden in den Bilderhandschriften des Sachsenspiegels (1905) und Der Stab in der germanischen Rechtssymbolik (1909) die gesamte Bandbreite des Faches aus.

## Forschungsgegenstand
Der Namensgeber des Fachs Eberhard Freiherr von Künßberg beschrieb 1925 als Aufgabengebiet der Rechtlichen Volkskunde zunächst den Bereich der „Volksüberlieferung“, etwa „Volkslied, Märchen, Schwank, Sage, Sprichwort und Rätsel“, daneben Flur-, Orts- und Familiennamen sowie Feste und (Kinder-)Spiele. Als zweites Themenfeld führte er die Rechtssymbole an, zu denen er neben Rechtsgebärden auch „gegenständliche Rechtssymbole“ wie „Erde, Halm, Zweig, Stein“, ferner Instrumente, Geräte, Waffen und Münzen rechnete. Als dritten Bereich nannte er die „Rechtsaltertümer“, worunter er (enger als Grimm) rechthistorisch bedeutsame Bauwerke und Stätten (Gerichtsorte, Galgenplätze usw.) sowie Kleindenkmale (etwa Grenzsteine und Sühnekreuze) fasste. Als Beispiel für weitere relevante rechtshistorische Realien nannte er die Schandgemälde.
Über Künßbergs Auflistung wurde in der Forschung viel gestritten (vgl. die Literaturangaben unten). Eine positive, abschließende Definition des Zuständigkeitsbereichs der Rechtlichen Volkskunde ist aufgrund der starken und bewussten Überschneidungen mit anderen Fächern kaum möglich, weshalb die meisten Vertreter des Fachs darauf verzichten. Wie sich aus dem Untertitel der Fachzeitschrift Signa Iuris ergibt, lokalisiert sich die Rechtliche Volkskunde namentlich in einem offenen Schnittbereich mit den Fächern der Rechtsarchäologie und der Rechtsikonographie.